# ポルトガル保護領コンゴ

ポルトガル保護領コンゴ
Protetorado do Congo Português (ポルトガル語)

ポルトガル保護領コンゴの地図（1913年）
すでに事実上アンゴラの一部となっていた

ポルトガル保護領コンゴ（ポルトガルほごりょうコンゴ、葡: Protetorado do Congo Português）はポルトガル領コンゴまたは保護領カビンダとも呼ばれるポルトガルの保護領である。首都はカビンダに置かれた。後に、行政的にはポルトガル領西アフリカの一部となった。
ポルトガル領コンゴは、 コンゴ王国に属していたいくつかの小王国のうち、1885年にシムランブコ条約に署名したものをまとめたものだった。コンゴ盆地の分割は当時開催されていたベルリン会議の重要議題で、ポルトガルは自らの勢力圏に保護領を設立した。名目上、この保護領は、コンゴ川の南岸河口付近のサント・アントーニオ・ド・ザイールから、東上してンバンザ＝コンゴを通り、マケラ・ド・ゾンボまでのアンゴラ部分も管轄していたが、実際にはその範囲はコンゴ川よりもかなり北のカビンダとマッサビまでであった。 
人口は変動があるが、最初の統計調査が行われたのはかなり遅く、 20世紀になってから行われたそれでは人口50,506人であった。首都カビンダの1910年の人口は11,200人だった。

## ポルトガル領
ポルトガルの探検家、宣教師、商人は、15世紀半ばにコンゴ川の河口部に到達し、コンゴ王国の強力な王であるマニコンゴ王国と接触した。マニコンゴ王国は、ソイオ公国やバンバタ公国などに加えて、アンゴイオ王国、ロアンゴ王国、カコンゴ王国などの小王国も傘下に従えており、この地域の大部分を支配していた 。
ゆっくりと、16世紀から17世紀にかけて、ポルトガル、イギリス、フランス、ベルギー、ブラジルとオランダが、コンゴ川沿いとその近くに商品を貯蔵する倉庫や補給のための拠点、小規模なパーム油の加工場などを建てていった。貿易は16世紀、17世紀、18世紀と続き、現地でのヨーロッパ人の存在感が高まるにつれて、植民地での勢力争いも起きた 。
この地域における最初のポルトガルの主権の主張は、1885年2月にシムランブコで署名された条約であり、これは「コンゴの諸君主と知事」の要請によりポルトガルによるコンゴ保護領を形成した。これはしばしば、現代のカビンダ地域の自決権を擁護するための法的および歴史的議論の基礎となっている。たとえば、第1条は、"os príncipes e líderes e seus sucessores declaram, voluntariamente, o reconhecimento da soberania portuguesa, colocando sob o protetorado desta nação todos os territórios por eles governados"[原文まま]となっている。
「諸君主と指導者およびその後継者は、ポルトガルの主権の承認を自発的に宣言し、自ら統治するすべての領土をこの国の保護下に置く」と述べている。第2条では"Portugal é obrigado a manter a integridade dos territórios sob sua proteção"「ポルトガルは、その保護下の領土の完全性を維持する義務がある」
ポルトガル領コンゴは、以前は強力なコンゴ王国の一部だった小国群を保護国化して形成されていた。それまで、保護領は、コンゴ川南岸のポルトガル領アンゴラのサント・アントニオ・ド・ザイールまで続いていたが、同年に開催されたベルリン会議では、コンゴ自由国にコンゴ川に沿って幅30kmの権利を与えた。これによってポルトガル領コンゴはアンゴラから切り離された。
1886年、ポルトガルから初代知事として、カピタン・ド・フレガーテのジョアン・アントニオ・ダス・ネベス・フェレイラが任命された。
弱体化したコンゴ王国も首都サン・サルバドル・ド・コンゴの付近では影響力を維持しており、ポルトガル保護領からは外れていた。また、保護領の南限に位置するコンゴ県。現在のアンゴラのウイジェ州）が創設され、カビンダ市を管理行政上の首都としていた。

## アンゴラとの統合
1910年代半ば、ポルトガル領アンゴラの領土範囲は、隣接して植民地を保有していた列強との交渉でようやく確定した。これによって、ポルトガル領コンゴの領土範囲も確定し、南東部に位置するマケラ・ド・ゾンボに首都が移された後、植民地の一地域として扱われるようになった。
1917年に行われた首都移転後、行政上の非効率が明らかとなり、1919年にポルトガル保護領コンゴは大規模な再編が行われた。コンゴは二つに分割された。もともとのコンゴ地区はマケラ・ド・ゾンボから統治され、新たにカビンダを中心とするカビンダ地区が設けられた。保護領の知事はポルトガル領アンゴラの総督の下に位置することになり、事実上、保護領全体がアンゴラに併合された。
3番目の部分（ザイール地区）は、1922年にコンゴ地区を分割することで生まれ、ンバンザ＝コンゴから統治された。
1922年に事実上統合されていたにもかかわらず、1933年のポルトガルの憲法でも依然としてアンゴラ植民地とポルトガル保護領コンゴは法的には別個の存在だとしていた。1951年にアンゴラがポルトガル帝国内で「海外県」と宣言されたときに、ポルトガル領コンゴは法的にも姿を消した。